# Weltmeisterschaften im Bogenschießen 1953
Die Weltmeisterschaften im Bogenschießen 1953 wurden vom 21. bis 25. Juli in der norwegischen Hauptstadt Oslo ausgetragen.

## Ergebnisse Recurvebogen
| Disziplin         | Gold                                                        | Silber                                                      | Bronze                                                      |
| ----------------- | ----------------------------------------------------------- | ----------------------------------------------------------- | ----------------------------------------------------------- |
| Männer Einzel     | Bror Lundgren                                               | Einar Tang-Holbæk                                           | Carl-Erik Bissman                                           |
| Frauen Einzel     | Jean Richards                                               | Ilta-Meri Santaoja                                          | Suzanne Lang                                                |
| Männer Mannschaft | Schweden Bror Lundgren Carl-Erik Bissman Stellan Andersson  | Dänemark Einar Tang-Holbæk Sandy Jörgensen Einar Larsen     | Belgien André Duval Oscar Kessels Edgard Lienard            |
| Frauen Mannschaft | Finnland Ilta-Meri Santaoja Caja Burmeister Kirsti Partanen | Frankreich Suzanne Lang Irène Cruypenninck Madeleine Bernot | Schweden Ulla-Britt Jeppson Ingrid Karlsson Ellen Johansson |

## Medaillenspiegel
| Platz  | Land               | Gold | Silber | Bronze | Gesamt |
| ------ | ------------------ | ---- | ------ | ------ | ------ |
| 1      | Schweden           | 2    | –      | 2      | 4      |
| 2      | Finnland           | 1    | 1      | –      | 2      |
| 3      | Vereinigte Staaten | 1    | –      | –      | 1      |
| 4      | Dänemark           | –    | 2      | –      | 2      |
| 5      | Frankreich         | –    | 1      | 1      | 2      |
| 6      | Belgien            | –    | –      | 1      | 1      |
| Gesamt | Gesamt             | 4    | 4      | 4      | 12     |